# Cyclomera
Cyclomera är ett släkte av skalbaggar. Cyclomera ingår i familjen Melolonthidae.
Kladogram enligt Catalogue of Life:
| Cyclomera | \| \| Cyclomera dispar \| \| \| \| \| \| Cyclomera natalensis \| \| \| \| |
|           | \| \| Cyclomera dispar \| \| \| \| \| \| Cyclomera natalensis \| \| \| \| |
|           | Cyclomera dispar                                                          |
|           |                                                                           |
|           | Cyclomera natalensis                                                      |
|           |                                                                           |